# 3 Гончих Псов
3 Гончих Псов (лат. 3 Canum Venaticorum), HD 107274 — двойная звезда в созвездии Гончих Псов на расстоянии приблизительно 620 световых лет (около 190 парсек) от Солнца. Визуальная звёздная величина звезды — +5,296m.

## Характеристики
Первый компонент — красный гигант спектрального класса M0III, или K2. Масса — около 1,85 солнечной, радиус — около 93,007 солнечного, светимость — около 902,135 солнечной. Эффективная температура — около 3600 K.
Второй компонент — коричневый карлик. Масса — около 37,83 юпитерианской. Удалён в среднем на 1,808 а.е..